# Румунија на Светском првенству у атлетици на отвореном 2011.
Румунија је на 13. Светском првенству у атлетици на отвореном 2011. одржаном у Тегу од 27. августа до 4. септембра, учествовала тринаести пут, односно учествовала је на свим првенствима до данас. Репрезентацију Румуније представљало је 8 такмичара (2 мушкараца и 6 жена) који су се такмичили у 8. дисциплина (2 мушке и 6 женских).,
Такмичари Румуније нису освојили ни једну медаљу али су поставили 1 лични рекорд. У табели успешности према броју и пласману такмичара који су учествовали у финалним такмичењима (првих 8 такмичара) Румунија је са два такмичара у финалу делила 55. место са 4 бода.
| Плас. | Земља    | 1. место | 2. место | 3. место | 4. место | 5. место | 6. место | 7. место | 8. место | Бр. финал. | Бод. |
| ----- | -------- | -------- | -------- | -------- | -------- | -------- | -------- | -------- | -------- | ---------- | ---- |
| =55.  | Румунија | 0        | 0        | 0        | 0        | 0        | 1        | 0        | 1        | 2          | 4    |

## Учесници
| Мушкарци: - Маријус Јонеску — Маратон - Маријан Опреа — Троскок | Жене: - Андреа Огразеану — 100 м - Кристина Касандра — 3.000 м препреке - Клаудија Штеф — 20 км ходање - Естера Петре — Скок увис - Николета Грасу — Бацање диска - Бјанка Перије — Бацање кладива |  |

## Резултати

### Мушкарци
| Атлетичар       | Дисциплина | Лични рекорд        | Квалификације | Квалификације | Полуфинале | Полуфинале | Финале               | Финале       | Детаљи |
| Атлетичар       | Дисциплина | Лични рекорд        | Резултат      | Место         | Резултат   | Место      | Резултат             | Место        | Детаљи |
| --------------- | ---------- | ------------------- | ------------- | ------------- | ---------- | ---------- | -------------------- | ------------ | ------ |
| Маријус Јонеску | Маратон    | 2:16:11             |               |               |            |            | 2:15:32 ЛР           | 12 / 49 (67) |        |
| Маријан Опреа   | Троскок    | 17,81 (+1.0 м/с) НР | 16,61         | 7. у гр. Б    |            |            | Није се квалификоваo | 15 / 26 (31) |        |

### Жене
| Атлетичарка       | Дисциплина       | Лични рекорд | Квалификације | Квалификације | Полуфинале            | Полуфинале            | Финале                | Финале       | Детаљи |
| Атлетичарка       | Дисциплина       | Лични рекорд | Резултат      | Место         | Резултат              | Место                 | Резултат              | Место        | Детаљи |
| ----------------- | ---------------- | ------------ | ------------- | ------------- | --------------------- | --------------------- | --------------------- | ------------ | ------ |
| Андреа Огразеану  | 100 м            | 11,34        | 11,47         | 5. у гр. 2    | Није се квалификовала | Није се квалификовала | Није се квалификовала | 32 / 71 (73) |        |
| Кристина Касандра | 3.000 м препреке | 9:16,85      | 9:51,00       | 6. у гр. 2    |                       |                       | Није се квалификовала | 19 / 32 (33) |        |
| Клаудија Штеф     | 20 км ходање     | 1:27:41 НР   |               |               |                       |                       | 1:36:55               | 27 / 37 (50) |        |
| Естера Петре      | Скок увис        | 1,98         | 1,92          | 7. у гр. Б    |                       |                       | Није се квалификовала | 12 / 27 (29) |        |
| Николета Грасу    | Бацање диска     | 68,80        | 60,13 кв      | 5. у гр. Б    | 62,08                 | 8 / 24                |                       |              |        |
| Бјанка Перије     | Бацање кладива   | 73,52        | 71,32 кв      | 5. у гр. А    | 72,04 ЛРС             | 6 / 29 (30)           |                       |              |        |